# Куртеана (Горж)
Куртеана (рум. Curteana) насеље је у Румунији у округу Горж у општини Таргу Карбунешти. Oпштина се налази на надморској висини од 317 m.

## Становништво
Према подацима из 2002. године у насељу је живело 224 становника, од којих су сви румунске националности.